# Potrero de Arriba
Potrero de Arriba är en ort i kommunen Santo Tomás i delstaten Mexiko i Mexiko. Samhället hade 71 invånare vid folkräkningen 2020.